# 0572
0572 è il prefisso telefonico del distretto di Montecatini Terme, appartenente al compartimento di Firenze.
Il distretto comprende la parte sudoccidentale della provincia di Pistoia, oltre al comune di Villa Basilica (LU), coincidente con la maggior parte della Valdinievole. Confina con i distretti di Pistoia (0573) a nord-est, di Lucca (0583) a ovest e di Empoli (0571) a sud.

## Aree locali e comuni
Il distretto di Montecatini Terme comprende 11 comuni compresi nell'unica area locale di Montecatini Terme (ex settori di Montecatini Terme e Pescia). Esistono due reti urbane: Montecatini Terme e Pescia. I comuni compresi nel distretto sono: Buggiano, Chiesina Uzzanese, Marliana, Massa e Cozzile, Monsummano Terme, Montecatini Terme, Pescia, Pieve a Nievole, Ponte Buggianese, Uzzano e Villa Basilica (LU).